# 赤童子町
赤童子町（あかどうじちょう）は、愛知県江南市の地名。赤童子町大堀（あかどうじちょうおおほり）・赤童子町大間（あかどうじちょうおおま）・赤童子町御宿（あかどうじちょうおやど）・赤童子町栄（あかどうじちょうさかえ）・赤童子町桜道（あかどうじちょうさくらみち）・赤童子町白山（あかどうじちょうはくさん）・赤童子町福住（あかどうじちょうふくずみ）・赤童子町藤宮（あかどうじちょうふじみや）・赤童子町南野（あかどうじちょうみなみの）・赤童子町南山（あかどうじちょうみなみやま）・赤童子町良原（あかどうじちょうよしはら）がある。

## 地理
江南市中央部に位置する。東は尾崎町、西は大間町、北は古知野町・北野町に接する。

### 交通
- 名鉄犬山線
- 愛知県道63号名古屋江南線
- 愛知県道175号江南木曽川線
- 愛知県道154号鹿ノ子島南小渕線

### 施設
- 江南市役所
- 江南市立古知野南小学校

- 江南市役所

## 歴史

### 地名の由来
長幡寺の本尊である不動明王の脇侍、金伽羅童子の像に由来する。

### 沿革
- 江戸時代 - 尾張藩領小牧代官所支配の尾張国丹羽郡の赤童子村として所在[2]。
- 1889年（明治22年） - 栄村大字赤童子となる[2]。
- 1906年（明治39年） - 古知野町大字赤童子となる[2]。
- 1954年（昭和29年） - 江南市大字赤童子となる[2]。
- 1972年（昭和47年） - 一部が古知野町となる[2]。
- 1973年（昭和48年） - 大字赤童子の一部が赤童子町となる[2]。赤童子町が大字古知野・大字赤童子・大字北野・大字尾崎・大字木賀・大字中奈良の各一部により成立[3]。
- 1976年（昭和51年） - 大字赤童子の一部が大間町に編入される[2]。
- 1987年（昭和62年） - 大字赤童子の一部が木賀町・木賀本郷町に編入される[2]。

### 人口の変遷
国勢調査による人口および世帯数の推移。
| 1995年（平成7年）  | 1768世帯 4969人 |  |
| 2000年（平成12年） | 1917世帯 5256人 |  |
| 2005年（平成17年） | 1966世帯 5176人 |  |
| 2010年（平成22年） | 2068世帯 5413人 |  |
| 2015年（平成27年） | 2237世帯 5564人 |  |
| 2020年（令和2年）  | 2361世帯 5694人 |  |

### WEB
1. 1 2  総務省統計局 (2022年2月10日). “令和2年国勢調査の調査結果(e-Stat) - 男女別人口，外国人人口及び世帯数－町丁・字等” (CSV). 2023年8月2日閲覧。
2. ↑  “愛知県江南市の町丁・字一覧”.   人口統計ラボ. 2024年8月9日閲覧。
3. ↑  “愛知県江南市の郵便番号一覧”.   日本郵便. 2024年8月10日閲覧。
4. ↑  “市外局番の一覧” (PDF).   総務省 (2022年3月1日). 2022年3月22日閲覧。
5. ↑  “ナンバープレートについて”.   一般社団法人愛知県自動車会議所. 2024年1月21日閲覧。
6. ↑  “愛知県江南市の住所一覧”.   ゼンリン. 2024年8月10日閲覧。
7. ↑  総務省統計局 (2014年3月28日). “平成7年国勢調査の調査結果(e-Stat) - 男女別人口及び世帯数 －町丁・字等” (CSV). 2021年7月20日閲覧。
8. ↑  総務省統計局 (2014年5月30日). “平成12年国勢調査の調査結果(e-Stat) - 男女別人口及び世帯数 －町丁・字等” (CSV). 2021年7月20日閲覧。
9. ↑  総務省統計局 (2014年6月27日). “平成17年国勢調査の調査結果(e-Stat) - 男女別人口及び世帯数 －町丁・字等” (CSV). 2021年7月21日閲覧。
10. ↑  総務省統計局 (2012年1月20日). “平成22年国勢調査の調査結果(e-Stat) - 男女別人口及び世帯数 －町丁・字等” (CSV). 2021年7月21日閲覧。
11. ↑  総務省統計局 (2017年1月27日). “平成27年国勢調査の調査結果(e-Stat) - 男女別人口及び世帯数 －町丁・字等” (CSV). 2021年7月21日閲覧。

### 書籍
1. 1 2  「角川日本地名大辞典」編纂委員会 1989, p. 1671-1672.
2. 1 2 3 4 5 6 7 8 9  「角川日本地名大辞典」編纂委員会 1989, p. 76.
3. ↑  「角川日本地名大辞典」編纂委員会 1989, p. 77.